# Andreas Zimmermann (Archäologe)
Andreas Zimmermann (* 17. Juni 1951 in Naumburg (Saale)) ist ein deutscher Prähistoriker.
Zimmermann studierte Ur- und Frühgeschichte, Geologie und Ägyptologie an den Universitäten Köln und Tübingen. Er promovierte 1982 über Das Steinmaterial des bandkeramischen Siedlungsplatzes Langweiler 8. 1992 folgte die Habilitation an der Universität Frankfurt am Main mit der Arbeit Austauschsysteme von Silexartefakten in der Bandkeramik Mitteleuropas. Von 1997 bis 2016 war er als Nachfolger Wolfgang Tautes Professor für Jüngere Steinzeiten und Inhaber des Lehrstuhls am Institut für Ur- und Frühgeschichte der Universität zu Köln – seitdem ist er dem Haus als Emeritus verbunden.
Der Forschungsschwerpunkt Zimmermanns liegt auf der Untersuchung der Jungsteinzeit, insbesondere der Linearbandkeramik. Ferner beschäftigt er sich mit der Anwendung quantitativer Methoden und dem Einsatz von Geoinformationssystemen in der Archäologie. Paläodemografische Fragen, wie die Schätzung von Bevölkerungsdichten in der Steinzeit, und Beiträge zur Theorie des Faches fallen ebenfalls in sein Arbeitsgebiet. In Zusammenarbeit mit Harald Koschik, damals Direktor des Rheinischen Amtes für Bodendenkmalpflege (RAB), setzte Zimmermann das 1968 von Jens Lüning und Rudolph Kuper begonnene Forschungsprojekt zur Bandkeramik auf der Aldenhovener Platte fort.
Andreas Zimmermann ist ordentliches Mitglied des Deutschen Archäologischen Instituts und Träger des Archäologiepreises der Stiftung zur Förderung der Archäologie im rheinischen Braunkohlenrevier. Außerdem ist er Mitglied der Akademie der Wissenschaften und der Literatur Mainz.

## Ausgewählte Publikationen
- Die bandkeramischen Pfeilspitzen aus den Grabungen im Merzbachtal. In: Rudolf Kuper, H. Löhr, Jens Lüning, Petar Stehli: Der bandkeramische Siedlungsplatz Langweiler 9. Beitr. zur neolithischen Besiedlung der Aldenhovener Platte II. Rheinische Ausgrabungen Bd. 18, Bonn 1977, ISBN 3-7927-0314-9
- mit Peter Ihm, Jens Lüning: Statistik in der Archäologie. (Reihe: Archaeo-Physika, Bd. 9) Köln, Bonn 1978, ISBN 3-7927-0427-7
- mit Ulrich Boelicke, D. von Brandt, Jens Lüning, Petar Stehli: Der bandkeramische Siedlungsplatz Langweiler 8, Gem. Aldenhoven, Kr. Düren. Beitr. zur neolithischen Besiedlung der Aldenhovener Platte III. Rheinische Ausgrabungen Bd. 28, Köln, Bonn 1988, ISBN 3-7927-0987-2
- Austauschsysteme von Silexartefakten in der Bandkeramik Mitteleuropas. (Reihe: Universitätsforschungen zur prähistorischen Archäologie,  Bd. 26) Habelt, Bonn 1995, ISBN 3-7749-2574-7